# Арцик Іван Пилипович
А́рцик Іва́н Пили́пович (нар. 1896, Пирятин, Полтавська губернія — пом. 23 листопада 1921, містечко Базар, Базарська волость, Овруцький повіт, Волинська губернія) — писар 5-го куреня 2-ї бригади 4-ї Київської дивізії Армії УНР, Герой Другого Зимового походу.

## Життєпис
Народився 1896 року в місті Пирятин Полтавської губернії (нині районний центр Полтавської області) в українській міщанській родині. Закінчив вище початкове училище. За професією був залізничником. Не входив до жодної партії.
З лютого 1919 року працював у Міністерстві юстиції Української народної Республіки (у м. Кам'янець Подільської губернії, нині Кам'янець-Подільський Хмельницької області). У жовтні 1919 року працював інструктором культурно-освітньої справи Державної інспектури III відділу Подільської кордонної бригади. Був інтернований до табору міста Ланцут. Під час Другого Зимового походу був писарем 5-го куреня 2-ї бригади 4-ї Київської дивізії.
Розстріляний більшовиками 23 листопада 1921 року у місті Базар.
Реабілітований 25 березня 1998 року.

## Вшанування пам'яті
- Його ім'я вибите серед інших на Меморіалі Героїв Базару.